# Ironus terranovus
Ironus terranovus är en rundmaskart som beskrevs av Ebsary 1895. Ironus terranovus ingår i släktet Ironus och familjen Ironidae. Inga underarter finns listade i Catalogue of Life.